# Daler Agyjamovics Kuzjajev
Daler Agyjamovics Kuzjajev (oroszul: Далер Адьямович Кузяев; Naberezsnije Cselni, 1993. január 15. –) orosz válogatott labdarúgó, a Le Havre AC játékosa.

## Pályafutása

### Klubcsapatban
2012. július 23-án mutatkozott be a Karelija Petrozavodszk csapatában a Szpartak Kosztroma ellen. 2014. május 15-én az Ahmat Groznij színeiben debütált a Rubin Kazany elleni bajnokin. 2017. június 14-én 3 évre aláírt a Zenyit csapatához. 2023. július 12-én bejelentették, hogy a francia élvonalbeli Le Havre AC-nál folytatja pályafutását. Kuzjajev 2 éves, 2025 nyaráig szóló szerződést írt alá.

### A válogatottban
2017. október 7-én mutatkozott be a válogatottban Dél-Korea elleni felkészülési találkozón. Bekerült a hazai rendezésű 2018-as labdarúgó-világbajnokságon részt vevő orosz keretbe.

## Statisztika
| Válogatott  | Szezon   | Mérk. | Gól |
| ----------- | -------- | ----- | --- |
| Oroszország | 2017     | 4     | 0   |
| Oroszország | 2018     | 13    | 0   |
| Oroszország | 2019     | 4     | 1   |
| Oroszország | 2020     | 8     | 1   |
| Oroszország | 2021     | 13    | 0   |
| Oroszország | 2022     | 2     | 0   |
| Oroszország | 2023     | 5     | 0   |
| Oroszország | 2024     | 2     | 1   |
| Összesen    | Összesen | 51    | 3   |

## Sikerei, díjai
- Zenyit
  - Orosz bajnok: 2018–19, 2019–20, 2020–21, 2021–22, 2022–23
  - Orosz kupa: 2019–20, 2023–24
  - Orosz szuperkupa: 2020, 2022